# Phegornis mitchellii
Il piviere di Mitchell o corriere diademato (Phegornis mitchellii, Fraser 1845), è un uccello della famiglia dei Charadriidae e unico rappresentante del genere Phegornis.

## Sistematica

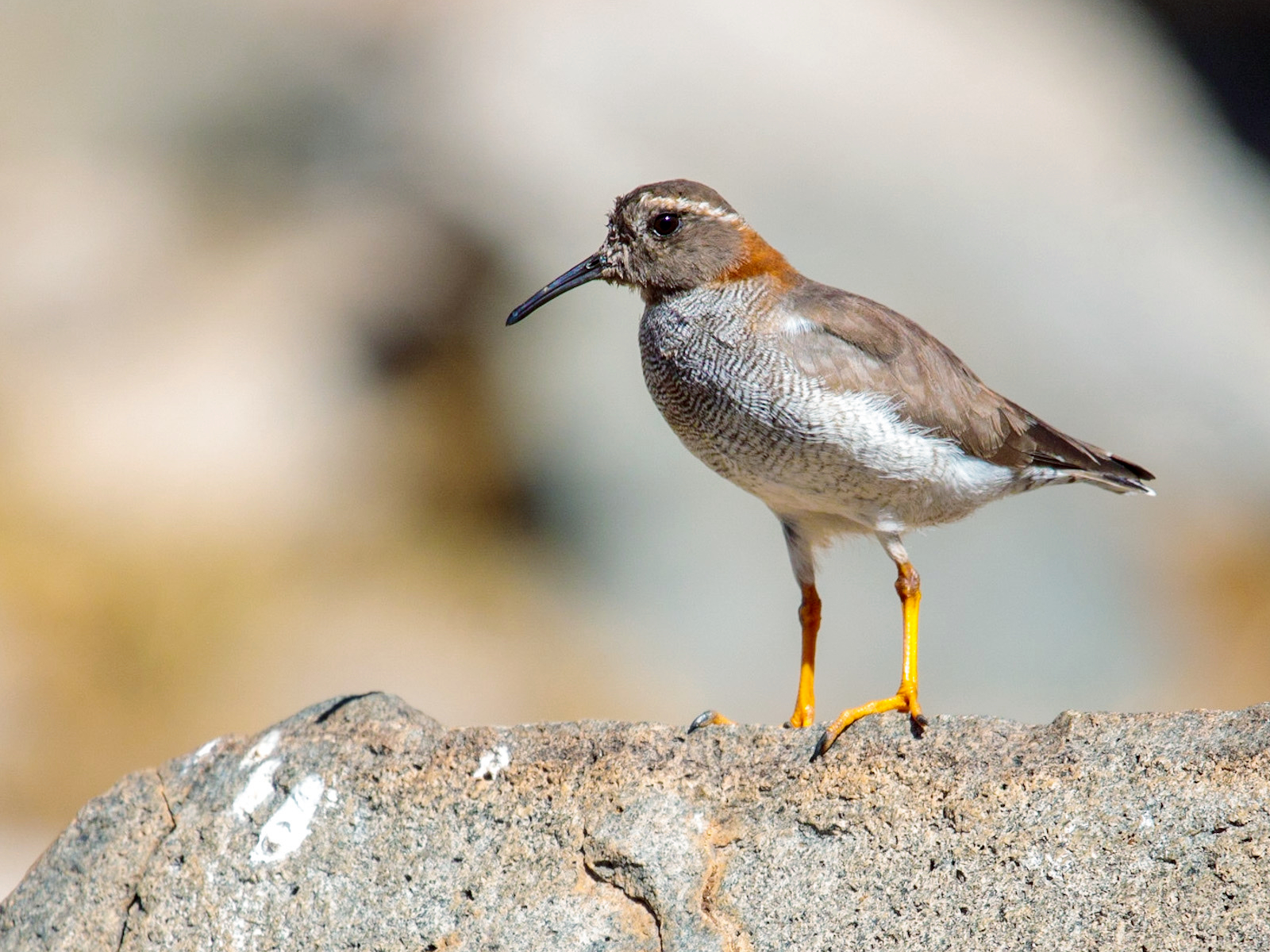
Piviere di Mitchell

Phegornis mitchellii non ha sottospecie, è monotipico.

## Distribuzione e habitat
Questo uccello vive in Perù, Bolivia occidentale, Cile e Argentina centro-meridionale.